# Дитрих Х. Велте
Дитрих Хуго Велте (Вирцбург, 22. јануар 1935 — Ахен, 6. јун 2025) је био немачки геолог и академик, инострани члан састава Српске академије науке и уметности од 30. октобра 2003.

## Биографија
Докторирао је 1959. године на Универзитету у Вирцбургу. Радио је као редовни професор на Рударско-геолошко-металуршком факултету у Ахену 1972—1997. и на Међународном универзитету у Бремену од 2002, као и директор Истраживачког центра „Континентални ободи”. Члан је Академије наука Рајне и Вестфалије од 1978, Немачке фондације за науку 1986—1996, Краљевског друштва од 1991, Академије науке и литературе у Немачкој од 1996, Научног комитета „ГЕОМАР” од 1998. године и Научног комитета — геонауке. Добитник је награде Америчке асоцијација нафтних геолога 1966, медаље „Кларенс Керхер” од Универзитета у Оклахоми 1979, награде „Алфред Трајбс” од Геохемијског друштва Америке 1983, медаље „Карл Енглер” 1986, медаље „Густав Штајнман” од Геолошког удружења Немачке 1989, почасног доктората Факултета за геонауке Рурског универзитета 1995. и награде Америчког удружења нафтних геолога 2000. године.